# Dar

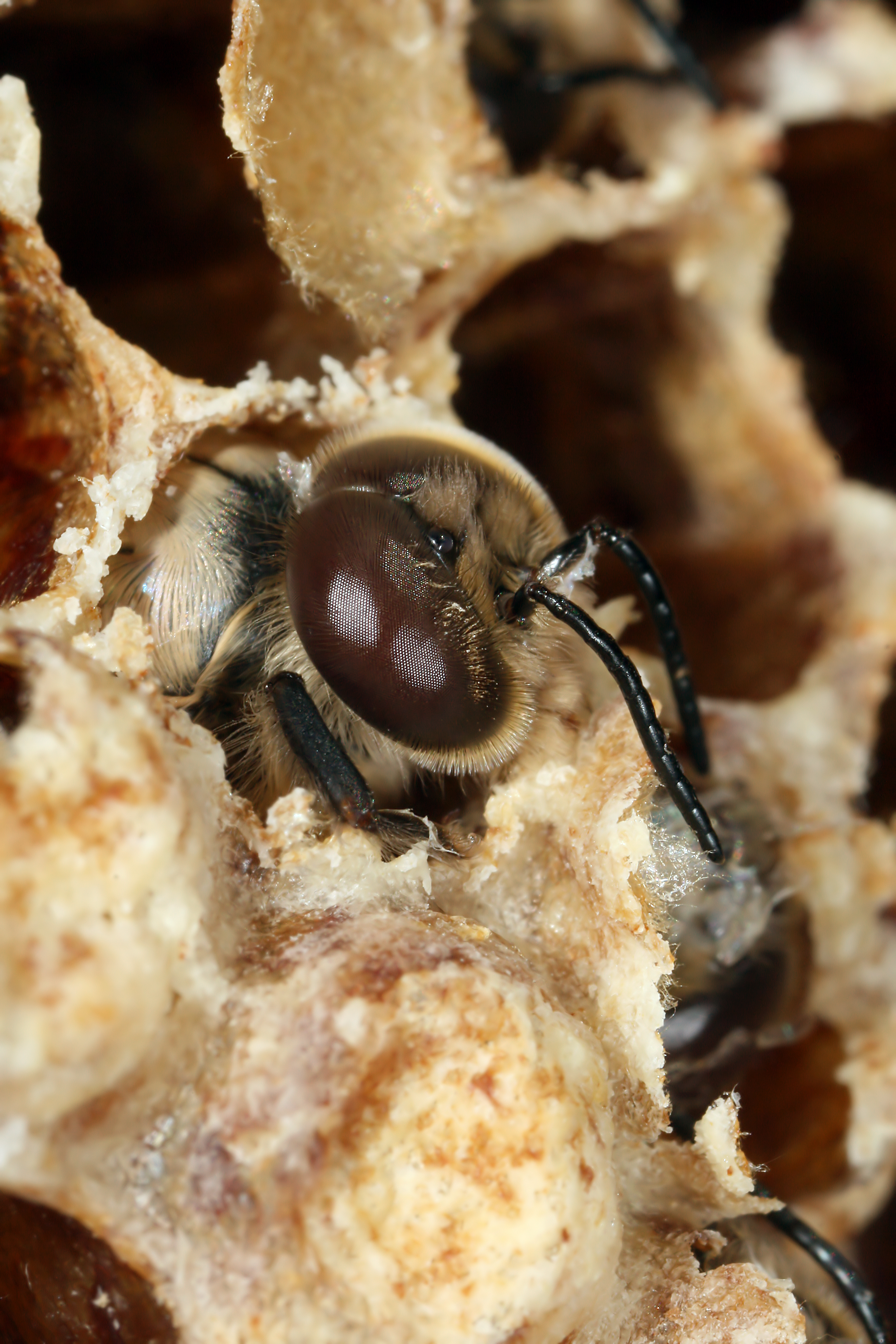
Geboorte van een dar

Een dar is een mannelijke bij. 

## Ontwikkeling
Darren ontstaan  uit onbevruchte eieren. De eieren waar de darren uit geboren worden, worden, net zoals de eieren waaruit de werkbijen en de volgende koninginnen worden geboren, gelegd door de koningin zelf. 
De dar heeft dus geen vader, maar wel een grootvader. 
De eieren worden in grotere cellen gelegd dan de eieren voor een werkbij. Het aantal beperkt zich meestal tot enige honderden. Een heleboel van die grotere celletjes bij elkaar wordt darrenraat genoemd.
Het duurt 24 dagen voordat darrenbroed uitkomt (3 dagen eistadium, 6 dagen larvestadium, 15 dagen popstadium).

## Uiterlijk en kenmerken
Een dar is wat groter dan de werkbij, maar kleiner dan de koningin. De ogen zijn twee keer zo groot als de ogen van de werkbij en de koningin en raken elkaar. Darren kunnen niet steken zoals een werkbij.

## Activiteiten
De bijdrage van de dar aan de kolonie is wat helpen bij de temperatuurregeling. Wanneer de temperatuur te laag wordt, gaan de darren en de werkbijen warmte genereren door te trillen, en wanneer de temperatuur te hoog wordt, gaan de darren en de werkbijen met de vleugels wapperen ter ventilatie. De dar haalt geen honing, geen stuifmeel, voert geen larven, bouwt geen raat. Hij laat zich voeren door de werkbijen.

## Paren

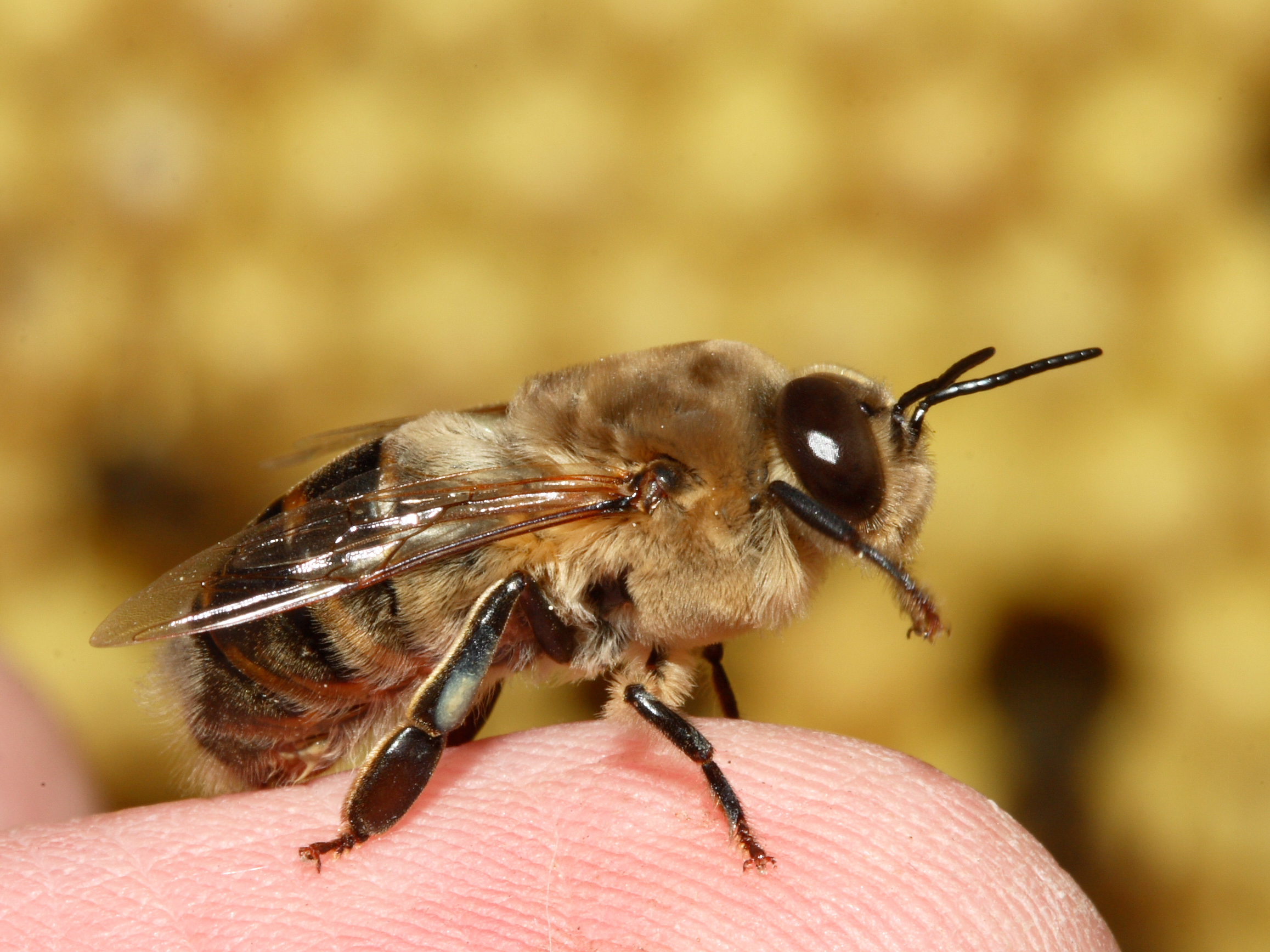
Dar

Het is de taak van darren te paren met de koningin. In het nest hebben darren en jonge koninginnen nog geen speciale belangstelling voor elkaar. Het paren vindt exclusief in de lucht bij darrenverzamelplaatsen plaats. Dit zijn open plekken op 10 tot 40 meter in de lucht. Darren scheiden een feromoon af waarmee andere darren en bijenkoninginnen op bruidsvlucht worden aangetrokken tot deze plaatsen.
Waarschijnlijk wordt dit feromoon ergens in de kop van de darren geproduceerd.
Als er een koningin verschijnt reageren de darren op een feromoon dat door de koningin wordt afgescheiden door zo hard mogelijk achter haar aan te vliegen. De darren vormen dan een darrenkogel of een darrenkomeet.  De snelste darren paren met de koningin. Dit kan wel tot op 60 meter hoogte gebeuren.
Bij een paring stulpt het geslachtsorgaan, ook wel bevruchtingsteken genoemd, naar buiten. Het bevruchtingsteken blijft dan aan de koningin zitten waardoor de dar direct het leven laat.  Het bevruchtingsteken moet dan weer eerst door haar, of door een volgende dar worden verwijderd voor de volgende paring kan plaatsvinden. De koningin paart met meerdere darren en ontvangt bij elke paring tot zo'n 6 miljoen zaadcellen.

## Levensduur en darrenslacht
De levensduur van een dar is erg afhankelijk van de omstandigheden waarin een dar opgroeit en kan variëren van 12 tot 90 dagen.
In juli of augustus, na het broedseizoen, wanneer er veel minder stuifmeel wordt opgehaald door de werkbijen, vindt de darrenslacht plaats. Dit is geen echte slacht. De darren worden eerst een tijdje niet meer gevoerd en wanneer ze verzwakt zijn verdrijven de werkbijen de darren uit het volk. Buiten de bijenwoning zal de dar snel overlijden.
Zeer krachtige volken laten weleens een tiental darren mee overwinteren.

## Naamgeving
Een oud-Nederlands woord voor dar is drone (of dorne), ook de Engelse naam voor dar is drone. 
Het onbemand luchtvaartuig is hiernaar genoemd. Het Engelse en het Nederlandse woord gaan terug op een Germaans woord dat een nabootsing was van het zoemende geluid; ook dreunen hangt daarmee samen.
De drone als vliegtuig dankt zijn naam aan het zoemende geluid dat hij maakt bij het vliegen.